# Ваня Тагарева
Ваня Лазарова Тагарева е български политик от партията ГЕРБ и университетски преподавател.Тя е заместник-кмет на район Панчарево в Столична община (2011 – 2015), член (от 2015) и заместник-председател (от 2022) на Столичния общински съвет. През 2023 г. по решение на Бойко Борисов е избрана за ръководител на ГЕРБ-Панчарево и член на Управителния съвет на Жени ГЕРБ – София.

## Биография
Ваня Тагарева е родена на 13 юни 1985 година в гр. София. Завършила е столична гимназия с икономически профил. Бакалавър по „Икономика на търговията“ и магистър със специализация „Управление на човешките ресурси“ към Университета за национално и световно стопанство (УНСС). Втората си магистърска степен завършва към Военна академия „Георги Раковски“, специалност „Мениджмънт на сигурността и отбраната“.
През 2016 г. придобива научна и образователна степен „доктор“ в професионално направление „Обществени комуникации и информационни науки“.
Участвала е в „Младежка визия за развитие на България“ към Съвета по външна политика, отбрана и сигурност по покана на Президента на Република България, Росен Плевнелиев.

## Политическа и научна дейност
Член на политическа партия ГЕРБ от 2008 г.
През 2023 г. е определена от лидера на партията Бойко Борисов за районен ръководител на Софийската структура ГЕРБ-Панчарево, също така участва и в управителния съвет на Жени ГЕРБ – София.
В периода от 2009 г. до 2011 г. Тагарева заема длъжността експерт в сектор „Образование, култура и социални дейности“ в Столична община – Район Панчарево.
От 2011 г. до 2015 г. е заместник-кмет по направление „Строителство и инвестиции“.
По нейна инициатива се реализират едни от най-значими проекти в столичния район. Ръководи изграждането на сградите на 84 ОУ „Васил Левски“ и ДГ 180 „Зайченцето бяло“, която е отличена с престижната награда в сферата на инвестиционните проекти, строителството и архитектурата, с високото отличие „Сграда на годината“ за 2014 г.
Като заместник-кмет и общински съветник е участвала в реализирането на проекти за изграждане и ремонт на обществени сгради – детски градини, училища, читалища, спортни и детски площадки и др.

Избирана е три поредни пъти за общински съветник в Столичен общински съвет.
През 2015 г. е член на Комисиите по финанси и бюджет, транспорт и пътна безопасност. Два мандата е заместник-председател на Комисията по инженерна инфраструктура до 2021 г., след което 2 години заема позицията зам.- председател на Комисията по финанси и бюджет до ноември 2023 г., а в третия мандат (2024 – 2027) отново е член на финансова комисия.
От 2019 г. е член на Комисията по обществен ред и сигурност, а през 2024 г. я оглавява като председател.
Март 2025 г. става част от Комисията по „Здравеопазване и социална политика“, след като създава първата в България програма за скрининг на сърдечно-съдовата система за жителите на Столична община.
Д-р Ваня Тагарева е два пъти заместник – председател на Столичния общински съвет, избрана през 2022 г. до края на мандата и преизбрана в следващ през 2024 г.
В работата си прилага политики в ресорите финанси и бюджет, обществен ред и сигурност, здравеопазване и социална политика, пътна безопасност.
Участва в редица изменения и допълнения на Наредбите на Столичен общински съвет.
Вносител е на мерки за по-голям контрол на строителните дейности в София, както и за разширение на „Синя зона“ и „Зелена зона“.
По нейна инициатива децата лишени от родителска грижа са освободени от такси за посещение на културните институти – общинските театри, музеи, галерии, Столична библиотека и Зоологическата градина и др.
Работи активно за осигуряване на по-добри условия и достъпна среда за деца и младежи с увреждания, съдейства за изграждането на специализирани детски и спортни площадки за деца с двигателни нарушения, Детска церебрална парализа (ДЦП) и специални образователни потребности (СОП).
В два поредни мандата (2019 – 2023 и 2023 – 2027) е избирана за член в Управителния съвет за безопасност на движението на децата в София.
 
От 2024 г. е член в Регионалния съвет за развитие на Югозападен район към Министерство на регионалното развитие и благоустройството.

 
От март 2024 г. е член на Надзорния съвет на Столична общинска агенция за приватизация и инвестиции (СОАПИ).
 
Автор е на десетки научни статии и доклади, както и съавтор в колективни трудове. Участвала е в национални и международни научни конференции. От 2016 г. е преподавател по дисциплините „Корпоративна сигурност“ и „Управление на сигурността“ в Университета за национално и световно стопанство (УНСС). Автор на монография „Корупционни практики в обществения сектор на страната“.[източник? (Поискан преди 9 дни)]